# Munford (Alabama)
Pour les articles homonymes, voir Munford.
Munford est une municipalité américaine située dans le comté de Talladega en Alabama.
Selon le recensement de 2010, sa population est de 1 292 habitants. La municipalité s'étend sur 2,21 milles carrés (5,72 km2).

## Démographie
| 1880 | 2000  | 2010  |
| ---- | ----- | ----- |
| 147  | 2 446 | 1 292 |